# 栃木県立烏山高等学校 (2008)
栃木県立烏山高等学校（とちぎけんりつからすやまこうとうがっこう）は、栃木県那須烏山市中央三丁目にある高等学校。

## 特色
1907年創立の私立烏山学館を源流に持つ栃木県立烏山高等学校（男子校）と栃木県立烏山女子高等学校を統合し新設された共学校で、略称は烏高（からこう）。卒業生の進路は大学、専門学校への進学が多い。

### 設置学科
- 全日制課程　普通科[1]

### 所在地
- 栃木県那須烏山市中央3-9-8[1]

### 教育目標
- 高い志を持ち、自立した人間を育成する。
- 広い視野を持ち、心豊かな人間を育成する。
- 深い知性を持ち、明日を創る人間を育成する。

### 学区
かつては塩谷・南那須学区（矢板市・さくら市・那須烏山市・塩谷郡塩谷町、高根沢町・那須郡那珂川町）に属しており、県内他学区からは定員の25%まで入学が認められていた。県内他学区では芳賀郡市貝町・茂木町からの通学者が多かった。2014年度入試（2015年度入学者）より学区制は廃止された。

## 教育活動
- 学習指導、進路指導の充実・強化―未来を拓く確かな学力の向上―　
  - 少人数・習熟度別授業を実施し、きめ細かな指導を徹底します。　
  - 個に応じた進路指導を積極的に行います。
  - 高大連携を実施し、進路実現に役立てます。
  - 進路選択を行う能力と自立する能力を高めるためにキャリア教育を実施します。

- 学校行事、生徒会活動の活性化―健康で活力にあふれた自己の確立―
  - 生徒の自主性を重んじた学校行事や生徒会活動を行います。
- 国際的視野を獲得させる教育の推進―豊かな人間性の涵養―　　
  - 国際交流研修会等への参加を通し、国際的な視野を持った生徒を育成します。
- 地域交流、ボランティア活動の充実―豊かな人間性の涵養―
  - 地域との交流、ボランティア活動を通して、豊かな人間性を育てます。

### 制服
- 2校の統合当初、女子生徒の制服は烏山女子高の制服であったセーラー服を継承した、前部がボタンで開閉できるセーラージャケットだった。男子生徒の制服は学ラン。
- 2021年（令和3年） - 新入生から順次、新制服に移行する形で制服変更。
  - 男子生徒はグレーのブレザーに、パンツ。ネクタイ着用。
  - 女子生徒はグレーのブレザーに、スラックスかスカートを選ぶ。ネクタイまたはリボン着用。
  - 夏服上衣は男女ともに半袖ポロシャツ。

## 沿革

### 旧栃木県立烏山高等学校
- 1907年（明治40年） - 町内の川俣英夫を中心として私立烏山学館として開校。
- 1924年（大正13年） - 栃木県に移管。
- 2008年（平成20年） - 募集停止。
- 2010年（平成22年） - 最後の在校生が卒業、閉校となる。

### 旧栃木県立烏山女子高等学校
- 1921年（大正10年） - 烏山町立実践女学校として、旧烏山町の篤志家であった新井萬吉が私財を投じ開校。
- 1943年（昭和18年） - 栃木県に移管。
- 2008年（平成20年） - 募集停止。
- 2010年（平成22年） - 最後の在校生が卒業、閉校となる。

### （現）栃木県立烏山高等学校
- 2008年（平成20年） - 栃木県立烏山高等学校と栃木県立烏山女子高等学校との統合により設立[2]。

## 著名な出身者

### 旧栃木県立烏山高等学校
- 池田聡 - 歌手
- 益子昌一 - 脚本家
- 増淵龍夫 - 経済学者
- 大武浩幸 - 株式会社ユニカフェ社長
- 新井明 - 元日本経済新聞社社長
- 佐藤竜騎士 - プロレスラー、ゲームプランナー

### 旧栃木県立烏山女子高等学校
- 山崎さやか - 漫画家
- 小西恵美子：烏山女子高等学校教員時代に50メートル競走で日本記録を出した。